# Blackwall-Eisstrom
Der Blackwall-Eisstrom ist ein rund 380 km langer und 20 km breiter Eisstrom im westantarktischen Queen Elizabeth Land. Er fließt leicht s-förmig aus einer Höhe von 1900 m vom kontinentalen Eisschild zum Recovery-Gletscher, den er auf 730 m Höhe zwischen der Argentina Range in den Pensacola Mountains und den Whichaway-Nunatakkern erreicht.
Namensgeber des Eisstroms ist Hugh Blackwall Evans (1874–1975), kanadischer Assistenz-Zoologe, Jäger und Präparator bei der britischen Southern-Cross-Expedition (1898–1900) des norwegischen Polarforschers Carsten Egeberg Borchgrevink.